# Кыргызстан на летних Паралимпийских играх 2012
Кыргызстан на летних Паралимпийских играх 2012 был представлен одним спортсменом, соревновавшимся в пауэрлифтинге. По итогам Игр киргизский спортсмен не смог завоевать медали.

## Пауэрлифтинг
В весовой категории до 52 кг участвовал Эсен Калиев. На Играх он поднял штангу весом 141 кг и занял 10 место. Своё выступление в Лондоне паралимпиец прокомментировал таким образом:
Я не успел размяться и сразу вышел на помост, заказав 140 кг. Во втором подходе Росман Омурбеков (президент Паралимпийской федерации) не успел заказать вес, и судьи автоматически установили штангу на 141 кг. А последний свой шанс на 152 кг я не смог использовать из-за того, что сильно нервничал.
| Спортсмен   | Дисциплина        | Результат, кг | Место |
| ----------- | ----------------- | ------------- | ----- |
| Эсен Калиев | Мужчины, до 52 кг | 141           | 10    |